# Androsace henryi
Androsace henryi är en viveväxtart. Androsace henryi ingår i släktet grusvivor, och familjen viveväxter.

## Underarter
Arten delas in i följande underarter:
- A. h. henryi
- A. h. simulans